# Aventics

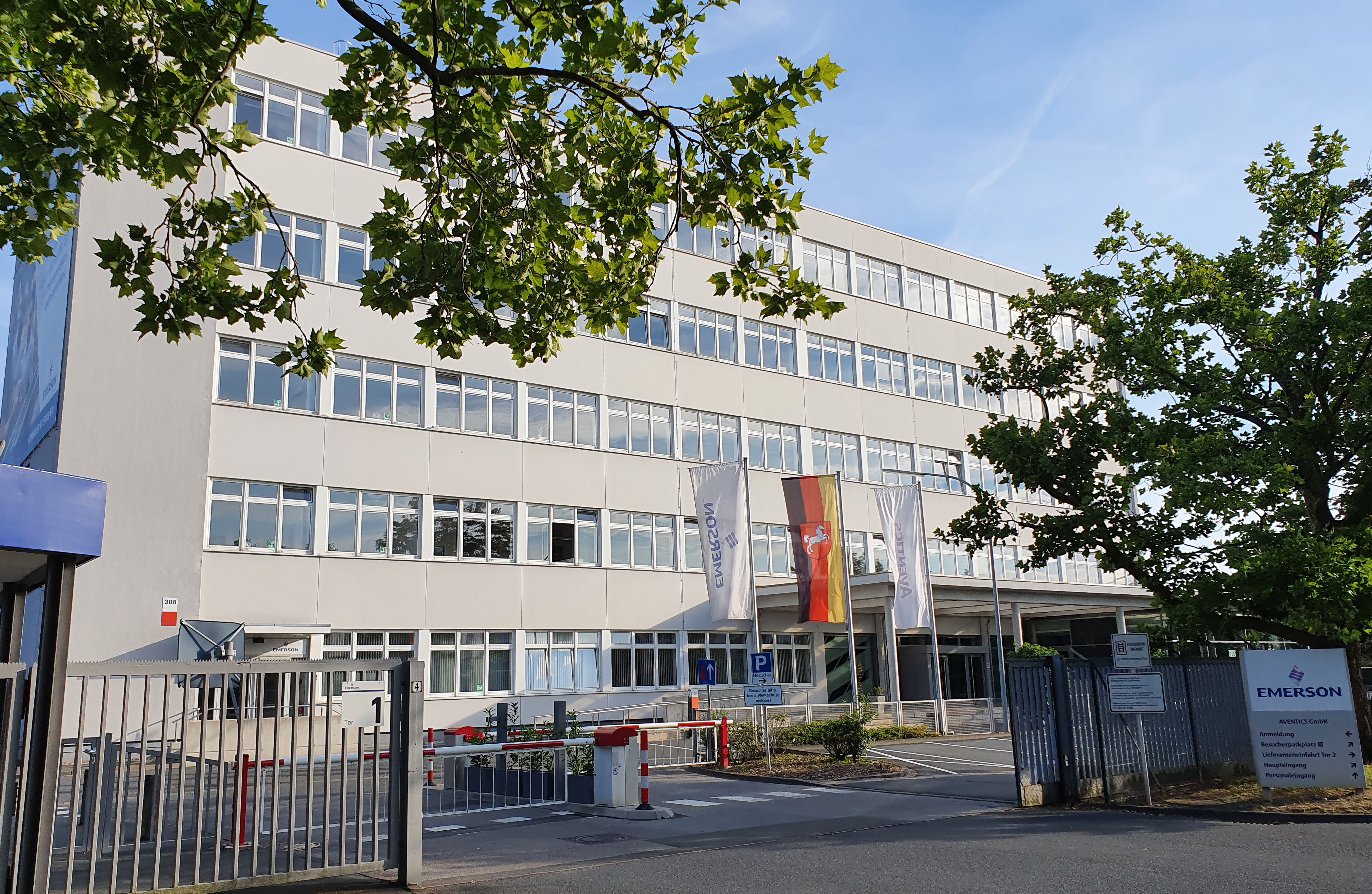
Firmensitz der Aventics GmbH in Laatzen

Aventics ist ein Hersteller von Pneumatikkomponenten und -systemen. Neben Produktionsstätten wie Emerson Laatzen hat das Unternehmen auch Standorte in Bonneville, Eger und Changzhou sowie ist in mehr als 100 Ländern im Direktvertrieb oder als Vertriebspartner tätig. Seit 2018 ist Aventics eine Tochtergesellschaft von Emerson.

## Geschichte
Das heutige Unternehmen geht auf die Gründung der Westinghouse Air Brake Company (WABCO) im Jahr 1869 zurück. Das Pneumatikgeschäft der Wabco Steuerungstechnik wurde dann 1989 von Rexroth, einer Tochter des Mannesmann-Konzerns, übernommen. In der Folge wurde die Mannesmann Rexroth Pneumatik GmbH mit Sitz in Hannover gegründet. 1991 übernahm Mannesmann Rexroth die 1945 gegründete AB Mecman, die dem Geschäftsbereich Pneumatik zugeordnet wurde und in Rexroth Mecman GmbH umfirmierte. Nach der Übernahme von Mannesmann durch Vodafone übernahm ein Konsortium aus Bosch und Siemens die Atecs Mannesmann, passende Bereiche wurden entsprechend einsortiert und der Rest weiterveräußert. Rexroth kam zu Bosch, 2001 erfolgte der Zusammenschluss von Bosch Automation und Mannesmann Rexroth (Mutterkonzern der Rexroth Mecman) zur heutigen Bosch Rexroth. Die Rexroth Pneumatik wurde im Dezember 2013 dann an den Finanzinvestor Triton verkauft. Seitdem operiert das Unternehmen unter dem neuen Markennamen Aventics. Anfang 2016 erfolgte der Verkauf der Zahnkettensparte an den britischen Antriebs- und Förderkettenspezialisten Renold. Im März 2017 wurde die Vector Horizon Technology LLC (VHtek) mit Sitz in Bowling Green, Kentucky (USA), übernommen. VHtek entwickelt umweltfreundliche Energiesysteme mit Schwerpunkt Emissionskontrolle und hochentwickelte Mechatronikgeräte. Am 18. Juli 2018 wurde die Übernahme durch Emerson, einem Anbieter von intelligenten Pneumatiktechnologien, die Anwendungen in der Maschinen- und Fabrikautomation antreiben, bekannt gegeben. Im Frühjahr 2020 sickerte durch, dass ein massiver Stellenabbau am Standort Laatzen geplant ist. Im Juni 2020 verständigten sich Unternehmen, Betriebsrat und Gewerkschaft auf einen sozialverträglichen Personalabbau, der zwei Jahre später als gelungen bezeichnet werden kann. Der Betriebsratsvorsitzende geht von 500 Beschäftigten aus.

## Anwendungsbereiche
Die Pneumatik setzt komprimierte Druckluft als Antriebsmittel ein. Das Unternehmen stellt Zylinder, Ventile, Ventilsysteme sowie Wartungseinheiten für die Druckluft-Aufbereitung her und setzt zunehmend auf die elektronische Vernetzung von Anlagenteilen, Stichwort: Industrie 4.0 im deutschen Sprachgebrauch oder Industrial internet of things (IIOT) bzw. Digitale Transformation im industriellen Kontext. 2024 wurde eine neue Lösung zur Energieüberwachung bekannt gegeben.
Anfang 2022 wurde die Einführung elektrischer Linearantriebe mit Trapez-, Kugel- und Rollengewinde bekannt gegeben.

### Pneumatische Antriebstechnik
Pneumatisch betriebene Zylinder, Ventile und Ventilsysteme sowie das ergänzende Zubehör können als Komponenten von Maschinenherstellern eingesetzt werden. Einbaufertig vormontierte Baugruppen oder modifizierte Komponenten werden für die kundenspezifische Anwendung optimiert. Auf der Basis von Konfigurations- und Berechnungsprogrammen werden pneumatische Handlingsysteme zum Greifen, Bewegen und Positionieren ausgelegt und projektiert. Dabei ist die Integration von Elektronik und Pneumatik ein wesentliches Element.

### Nutzfahrzeug-Technik
Aventics bietet mit elektropneumatischen Druckregelventilen und Ventilsystemen, Zylindern und Wegeventilen eine Produktpalette an pneumatischen Steuerungskomponenten für den Motor an. Elektropneumatische Druckregelventile setzen beispielsweise ein Steuersignal in einen pneumatischen Druck um, mit dem verschiedene Aktoren angesteuert werden. Dies dient zur Einhaltung der Emissionsstandards bei der Abgasrückführung (AGR), der Regelung eines VTG-Laders oder zur Ansteuerung einer Motorbremse.

### Schiffstechnik
Für die Berufs- und Sportschifffahrt entwickelt Aventics pneumatische und elektronische Steuerungskomponenten optional mit Joystick, Alarm- und Überwachungssysteme, pneumatische Tankballast- und Füllstandsmessungssysteme. Die Tankballastsysteme kommen ohne elektrische Verbindungen oder Spannungsversorgungen für die Basissysteme aus. Auch die Positionsrückmeldung der einzelnen Ventile erfolgt pneumatisch.